# 151590 Fan
151590 Fan este un asteroid din centura principală de asteroizi.

## Descriere
151590 Fan este un asteroid din centura principală de asteroizi. A fost descoperit pe 29 octombrie 2002 la Apache Point Observatory în cadrul programului Sloan Digital Sky Survey. Asteroidul prezintă o orbită caracterizată de o semiaxă mare de 2,36 ua, o excentricitate de 0,06 și o înclinație de 7,6° în raport cu ecliptica.